# SOKO Leipzig/Staffel 10
Die zehnte Staffel der deutschen Krimiserie SOKO Leipzig feierte ihre Premiere am 4. September 2009 auf dem Sender ZDF. Das Finale wurde am 26. März 2010 gesendet.
Die Episoden der Staffel wurden auf dem freitäglichen 21:15-Uhr-Sendeplatz erstausgestrahlt.
Erneut wurden, wie auch schon in vorangegangenen Staffeln, mit Entführung in London (Proof of Life) und Terminal A zwei Episoden in Spielfilmlänge (90 Minuten, anstatt der üblichen 45 Minuten Länge einer Episode) produziert. In der Episode Entführung in London kommt es zu einem Crossover mit der britischen Fernsehserie The Bill. Dabei ermittelt das Team der SOKO zusammen mit den Ermittlern von The Bill in der britischen Hauptstadt London und später in Leipzig.
In der Episode Silly – Tod im Konzert hat die Band Silly einen Auftritt.

## Darsteller
| Rollenname                                           | Schauspieler             |
| ---------------------------------------------------- | ------------------------ |
| Kriminalhauptkommissar Hans-Joachim Trautzschke      | Andreas Schmidt-Schaller |
| Kriminaloberkommissar Jan Maybach                    | Marco Girnth             |
| Kriminaloberkommissarin Ina Zimmermann               | Melanie Marschke         |
| Kriminalkommissar Patrick Diego Grimm                | Tyron Ricketts           |
| Kriminalkommissaranwärter Vincent Becker             | Pablo Sprungala          |
| Polizeipsychologin Dr. Lilly Braun                   | Rebecca Rudolph          |
| Kriminalhauptkommissar Nikolaus Müller (LKA Sachsen) | Michael Schenk           |
| Polizeikommissar Milo Janssen                        | Florian Thunemann        |
| Kriminaloberrat Dr. Manfred Woernle                  | Michael Brandner         |
| Staatsanwalt Dr. Werner Kruse                        | Simon Böer               |
| Staatsanwalt Dr. Alexander Binz                      | Michael Rotschopf        |
| Rechtsmedizinerin Prof. Dr. Sabine Rossi             | Anna Stieblich           |
| Notärztin Dr. Kathrin Conradi                        | Margrit Sartorius        |
| Rechtsmedizinerin Dr. Stein                          | Judith Sehrbrock         |

## Episoden
| Nr. (ges.) | Nr. (St.) | Originaltitel                                  | Erstausstrahlung D                          | Regie              | Drehbuch                                  | Zuschauer | Prod. code |
| --- | --------- | ---------------------------------------------- | ------------------------------------------- | ------------------ | ----------------------------------------- | --------- | ---------- |
| 155 | 1         | Entführung in London (Proof of Life) (90 min.) | DE: 4. September 2009 UK: 12. November 2008 | Robert del Maestro | Steve Bailie, Frank Koopmann, Roland Heep | 3,65 Mio. | 159/160    |
| In London wird die Patentochter des Leipziger Kriminalhauptkommissars Trautzschke entführt. Sofort fliegt dieser dorthin. Begleitet wird er von seiner Kollegin Kriminaloberkommissarin Ina Zimmermann. In London angekommen, wollen die beiden deutschen Ermittler die Arbeit der britischen Polizei um Detective Chief Inspector Jack Meadows, Detective Constable Mickey Webb und Detective Constable Kezia Walker unterstützen. Allerdings geraten sie dabei immer wieder mit den dortigen Ermittlern aneinander, da sie die Arbeit der britischen Polizei oder sie nicht mit deren Methoden einverstanden sind. Als sich der Fall nach Leipzig verlagert und Kriminaloberkommissar Jan Maybach in die Gangsterbande eingeschleust wird, müssen die Ermittler ihren Arbeitsplatz nach Deutschland verlegen und schnell reagieren. Bemerkung: Crossover mit der britischen Krimiserie The Bill (in der Originalsprache Englisch) Gastdarsteller: Simon Rouse als DCI Jack Meadows (Synchronsprecher: Bodo Wolf), Bruce Byron als DC Terry Perkins (Synchronsprecher: Jörg Hengstler), Ulrich Matthes als Viktor Hauptmann, Anna Maria Mühe als Charlotte Fischer, Birge Schade als Helen Wegner, Max Herbrechter als Karl Wegner, Chris Simmons als DC Mickey Webb, Cat Simmons als DC Kezia Walker |           |                                                |                                             |                    |                                           |           |            |
| 156 | 2         | Das nette Mädchen                              | 11. Sep. 2009                               | Michel Bielawa     | Eva Zahn, Volker A. Zahn                  | 4 Mio.    | 158        |
| Kriminalkommissar Grimm, der mit seiner Schwester Juli und ihrer Freundin Sandra gefeiert hat, wird nach der Partynacht von drei Neonazis verprügelt. Als zwei Täter verhaftet werden, behaupten sie, der Kommissar hätte Sandra vergewaltigt und diese bestätigt die Aussage. Der Ermittler wird vom Dienst suspendiert und das Landeskriminalamt leitet interne Ermittlungen ein. Als dann der dritte Täter ermordet wird, gerät Grimm auch noch unter Mordverdacht und seine Kollegen müssen schnell reagieren. Gastdarsteller: Marleen Lohse als Juli Grimm, Nina Gnädig als Sandra Lohse, Matthias Schloo als Lars Ellermann, Paul Maaß als Marko Gerlach, Tom Lass als Robin Bolik |           |                                                |                                             |                    |                                           |           |            |
| 157 | 3         | Zahltag                                        | 18. Sep. 2009                               | Oren Schmuckler    | Markus Hoffmann, Uwe Kossmann             | 4,34 Mio. | 165        |
| Die Polizeischüler Solveig Lamehr und Vincent Becker sollen ein Praktikum bei der SOKO absolvieren, doch es kommt zu einem Banküberfall, in welchem Vincent Becker als Geisel genommen wird. Die Ermittler finden eine Parallele zu einem alten Fall, doch ihr junger Kollege geht einen ganz eigenen Weg und bringt dabei nicht nur sich und die Geiseln, sondern auch Kriminaloberkommissar Jan Maybach in Lebensgefahr. Gastdarsteller: Annika Ernst als Solveig Lamehr, Thure Riefenstein als Jürgen Wolff, Susann Uplegger als Frau Dr. Kern |           |                                                |                                             |                    |                                           |           |            |
| 158 | 4         | Der große Augenblick                           | 25. Sep. 2009                               | Axel Barth         | Eva Zahn, Volker A. Zahn                  | 3,76 Mio. | 162        |
| Als der bankrotte Unternehmer Richard Steffenhagen erschossen aufgefunden wird, deutet zunächst alles auf einen Suizid hin, doch die Ermittler finden schnell Spuren eines Gewaltverbrechens, welche sie in die insolvente Firma des Opfers führen. Bei den Ermittlungen geraten Kriminalhauptkommissar Trautzschke und Kriminaloberkommissar Maybach aufgrund von unterschiedlichen Ansichten zum Tathergang aneinander. Währenddessen planen Jan Maybach und seine Freundin Leni Trautzschke ein gemeinsames Familientreffen mit Jans Eltern und seinem Chef und Schwiegervater in spe. Gastdarsteller: Johann von Bülow als Lars Elsner, Peggy Lukac als Frau Maybach, Miguel Herz-Kestranek als Herr Maybach, Regine Lutz als Ursula Trautzschke, Heike Ronniger als Karin Steffenhagen |           |                                                |                                             |                    |                                           |           |            |
| 159 | 5         | Der kalte Tod                                  | 2. Okt. 2009                                | Axel Barth         | Markus Hoffmann, Uwe Kossmann             | 3,86 Mio. | 161        |
| Die Pathologin und Gerichtsmedizinerin Dr. Kathrin Conradi verschwindet während einer Obduktion spurlos. Mit Hilfe von Prof. Sabine Rossi gelingt es dem Team, den Grund des Verschwindens aufzuklären. Jens Krämer hatte versucht, Drogen in seinem Magen durch den Zoll zu schmuggeln, doch eines der Päckchen war geplatzt und er verstorben. Nun scheint Dr. Conradi von einem Komplizen zur Herausgabe der Drogenpäckchen gezwungen worden zu sein. Für die Ermittler beginnt ein Wettlauf gegen die Zeit, denn ihre Gerichtsmedizinerin schwebt in großer Gefahr. Gastdarsteller: Kirsten Block als Gisela Krämer, Sabrina Kruschwitz als Sandra Krämer, Matti Krause als Jens Krämer, Christian Beermann als Bernd Jacobsen |           |                                                |                                             |                    |                                           |           |            |
| 160 | 6         | Blutsbande                                     | 16. Okt. 2009                               | Oren Schmuckler    | Markus Hoffmann, Uwe Kossmann             | 4,05 Mio. | 166        |
| Polizeischülerin Solveig Lamehr liegt erschossen in ihrer Wohnung. Ihr Baby befindet sich im Nebenraum. Die Ermittler holen sich Unterstützung bei Solveigs Mitschüler und besten Freund, Vincent Becker, doch der dreht nach der Todesnachricht durch und attackiert Solveigs Bruder Sven, der seiner Meinung nach der Täter ist. Sven und Solveig, die ihre Eltern bei einem Unfall schon vor Jahren verloren haben, leben in einer gemeinsamen Wohnung, doch Sven hatte immer wieder Drogenprobleme. Als er den Verdacht auf Kevin Weuth, den Vater des Babys der Polizeischülerin, lenkt, scheint der Fall eine Wendung zu nehmen. Zeitgleich erhält Kriminalkommissar Grimm die Nachricht, dass sein Vater bei einem Unfall ums Leben gekommen sei, und fasst einen folgenschweren Entschluss. Gastdarsteller: Annika Ernst als Solveig Lamehr, Michael Wiesner als Sven Lamehr, Knut Berger als Kevin Weuth |           |                                                |                                             |                    |                                           |           |            |
| 161 | 7         | Wettlauf mit dem Tod                           | 23. Okt. 2009                               | Christoph Eichhorn | Markus Hoffmann, Uwe Kossmann             | 4,58 Mio. | 171        |
| Als ein Video auftaucht, welches den 76-jährigen Privatbankier Erich Holter zeigt, der gerade lebendig begraben wird, alarmieren die Angehörigen die SOKO. Diese wird diesmal durch den Praktikanten Vincent Becker und Polizeipsychologin Lilly Braun, die die Vertretung von Kriminaloberkommissarin Ina Zimmermann übernimmt, unterstützt. Bei ihren Ermittlungen stoßen sie auf ein Familiengeheimnis und geraten hinter die Abgründe der gutbürgerlichen Fassade der Familie Holter. Gastdarsteller: Ulli Kinalzik als Erich Holter, Ingrid Andree als Edith Holter, Gustav-Peter Wöhler als Hartmut Holter, Josef Ostendorf als Ferdinand Preuß |           |                                                |                                             |                    |                                           |           |            |
| 162 | 8         | Pest und Cholera                               | 30. Okt. 2009                               | Oren Schmuckler    | Nani Mahlo                                | 4,45 Mio. | 168        |
| Die Ärztin Elisabeth Trepplin wird in ihrem Haus mit einem Pflanzenschutzmittel aus DDR-Zeiten ermordet. Ihre Schwester gerät in Verdacht, doch während ihrer Vernehmung kommt es zu einem zweiten Mord. Die beiden Morde weisen Gemeinsamkeiten auf und die Ermittlungen führen die SOKO-Beamten um den neuen Kollegen, Kriminalkommissaranwärter Vincent Becker, zu den Strahlenopfern der Uranbergwerke der DDR. Eine traurige Geschichte kommt ans Licht und für die SOKO ist schnelles Handeln nötig, denn der Täter scheint einen neuen Anschlagsplan gefasst zu haben. Gastdarsteller: Petra Zieser als Frederike Trepplin, Arnd Klawitter als Friedhelm Zwergenbrod, Günter Junghans als Klaus Zwergenbrod, Dietmar Huhn als Ernst, Corinna Waldbauer als Ärztin, Kai-Peter Gläser als Dr. Büntig |           |                                                |                                             |                    |                                           |           |            |
| 163 | 9         | Terminal A (90 min.)                           | 15. Jan. 2010                               | Robert del Maestro | Markus Hoffmann, Uwe Kossmann             | 5,31 Mio. | 183/184    |
| In der Leipziger Innenstadt wird ein Attentat auf Tanja Wöllnitz verübt. Schnell stellt sich heraus, dass die Kugel aus der Schusswaffe eigentlich ihrem amerikanischen Begleiter Robert Jennings gegolten hat. Die Ermittler finden heraus, dass dieser kein normaler Tourist, sondern in Wirklichkeit ein amerikanischer Soldat ist. Die Spuren führen zum amerikanisch geführten Terminal A des Flughafens Leipzig-Halle und dem Leiter der Military Police im Terminal A, William Kettler. Doch dieser leugnet eine Beziehung zu Jennings. Die Kommissaren finden aber heraus, dass dieser nach einem Irakeinsatz desertiert ist. Doch auch der Vater und Bruder von Tanja Wöllnitz gerät unter Verdacht. Die beiden haben als Mitglieder einer Bürgerinitiative gegen die militärische Nutzung des Flughafens ein Motiv, die Beziehung zwischen Tanja Wöllnitz und Robert Jennings zu torpedieren. Gastdarsteller: Sami Loris als Robert Jennings, Luise Helm als Tanja Wöllnitz, Harvey Friedman als William Kettler, Robert Seeliger als Jeff Kursky, Rainer Winkelvoss als Bruno Wöllnitz, Thomas Drechsel als Michael Wöllnitz |           |                                                |                                             |                    |                                           |           |            |
| 164 | 10        | Déjà-vu                                        | 22. Jan. 2010                               | Christoph Eichhorn | Michael B. Müller                         | 5,01 Mio. | 170        |
| Als ein Dealer in einem Leipziger Park ermordet wird, erinnert das Tatmuster Kriminalhauptkommissar Trautzschke an einen früheren Fall, in dem Adrian Schütt verurteilt wurde. Da die Tatwaffe dieselbe wie die vor vier Jahren ist, wird Schütt aus dem Gefängnis entlassen und die Ermittler beginnen an ihrer eigenen Ermittlung von damals zu zweifeln. Der Verdacht fällt auch auf Schütts Freundin Manuela Brück, doch an dem Fall scheint einiges nicht zu stimmen und die SOKO intensiviert die Nachforschungen, wobei Erstaunliches ans Tageslicht kommt. Gastdarsteller: Julian Weigend als Adrian Schütt |           |                                                |                                             |                    |                                           |           |            |
| 165 | 11        | Leipzig ohne Saft                              | 29. Jan. 2010                               | Christoph Eichhorn | Jens Köster                               | 5,01 Mio. | 172        |
| Kurz vor dem Feierabend des SOKO-Teams fällt in Leipzig der Strom aus. Die Ursache ist schnell gefunden: Eine manipulierte Trafostation, bei der ein toter Mann gefunden wird. Auch ein Zeuge ist schnell gefunden, denn der Jogger Thomas Kannegießer hat den Einbruch in die Trafostation beobachtet. Den Stromausfall nutzen mehrere Diebesbanden, um sich zu bereichern, doch der eigentliche Coup scheint in der Bundesbankfiliale statt zu finden. Doch den Tätern gelingt es, die durch den großen SEK-Einsatz entstandene Unruhe auszunutzen und mit einer großen Geldmenge zu fliehen. Die SOKO-Ermittler sind ratlos, bis ihnen die Funkleidenschaft ihres Zeugen und sein merkwürdiges Verhalten die richtige Spur zeigt. |           |                                                |                                             |                    |                                           |           |            |
| 166 | 12        | Silly – Tod im Konzert                         | 5. Feb. 2010                                | Jörg Mielich       | Axel Hildebrand                           | 4,17 Mio. | 175        |
| Die Kultband „Silly“ gibt in Leipzig ein Clubkonzert. Dabei sind auch die Kriminaloberkommissare Ina Zimmermann und Jan Maybach, doch irgendjemand scheint das Konzert mit allen Mittel verhindern zu wollen. Zunächst wird der Bandmanager ermordet und der Verdacht fällt auf die Sängerin Anna Loos, doch fanatische Fans geraten ins Visier der Ermittlungen. Als auch noch ein Feuer gelegt wird, müssen die Kommissare schnell handeln. Gastdarsteller: Bandmitglieder von Silly (Anna Loos, Ritchie Barton, Uwe Hassbecker, Jäcki Reznicek), Winnie Böwe als Sybille Frank, Thomas Limpinsel als Claus Korch, Rafael Banasik als Sven |           |                                                |                                             |                    |                                           |           |            |
| 167 | 13        | Die Hand Gottes                                | 19. Feb. 2010                               | Christoph Eichhorn | Markus Hoffmann, Uwe Kossmann             | 5,38 Mio. | 169        |
| Der brasilianische Fußballstar Ronaldo Castilho wird ermordet. Prof. Sabine Rossi findet bei dem Toten Spuren einer Herzoperation, die durch eine brasilianische Geistheilerin durchgeführt wurde, doch auch im Leipziger Verein des Toten scheint etwas nicht zu stimmen und die Ermittler stehen vor mehreren Rätseln. Scheinbar ist es durch die Geistheilerin tatsächlich zu einer Wunderheilung gekommen, doch Castilhos Ehefrau Rosa hätte als Tatmotiv Eifersucht vorzuweisen, aber die Ermittler sind unsicher. Während die Kollegen an der Lösung des Falls arbeiten, wird die Beziehung von Kriminaloberkommissar Jan Maybach und Leni Trautzschke auf eine harte Probe gestellt, denn Leni verliert das gemeinsame Kind. Gastdarsteller: David Monteiro als Giovane Escudo, Samantha Viana als Rosa Castilho, Monica Bielenstein als Maria Muerta, Hans-Peter Hallwachs als Dr. Rolf Hermes, Juliane Niemann als Janina Hermes, Patriq Pinheiro als Ronaldo Castilho |           |                                                |                                             |                    |                                           |           |            |
| 168 | 14        | Hannahs Geständnis                             | 26. Feb. 2010                               | Jörg Mielich       | Thomas Kramer                             | 4,37 Mio. | –          |
| Die Lehrerin Petra Holter wird in ihrer Küche ermordet. Die SOKO, in Person von Kriminaloberkommissar Jan Maybach, vernimmt ihre Schwester Hannah Mendel, welche den Mord sofort gesteht. Doch das Team glaubt nicht an die Schuld von Hannah und sucht nach entlastenden Beweisen. Auch als später klar ist, dass sie die Tat nicht begangen haben kann, will die Schwester der Toten um jeden Preis in der Untersuchungshaft bleiben. Für die Kommissare beginnt die Suche nach dem wahren Täter. Gastdarsteller: Jenny Schily als Hannah Mendel, Jan Sosniok als Alex Hein, Robin Rosemann als Lukas Holter, Lea Blömeke als Elsie Holter, Robin Becker als Lars Kremer, Stephan Schad als Harald Zerner |           |                                                |                                             |                    |                                           |           |            |
| 169 | 15        | Familiensache                                  | 5. März 2010                                | Oren Schmuckler    | Mike Bäuml                                | 6,53 Mio. | 167        |
| Aus dem Fenster eines Leipziger Luxushotel springt eine junge Araberin. Sie stand zum Zeitpunkt ihres Todes unter Drogeneinfluss, doch es finden sich an der Leiche auch Spuren von Gewalteinwirkung. Die SOKO ermittelt im saudischen Familienclan der al Zayed und stößt bei den Nachforschungen auf mehrere brisante Geheimnisse der einflussreichen Familie. Gastdarsteller: David A. Hamade als Seif al Zayed, Sesede Terziyan als Nadrah al Zayed, Ramin Yazdani als Tahir al Zayed, Neil Malik Abdullah als Coman al Zayed, Sigrid Maria Schnückel als Dr. Henschel |           |                                                |                                             |                    |                                           |           |            |
| 170 | 16        | Flaschensammler                                | 12. März 2010                               | Jörg Mielich       | Martin Frei-Borchers, Karen Thilo         | 5,64 Mio. | –          |
| Die Leiche des erstochenen Flaschensammlers Frank Kowalski wird im Stadtpark gefunden. Die Ermittlungen führen in die Kreise des Obdachlosenmilieus, doch die Verdächtigen schweigen. Kriminalhauptkommissar Trautzschke ermittelt undercover und macht dabei Erfahrungen an der Grenze der Gesellschaft. Doch der Fall scheint schwieriger zu sein als zunächst vermutet und auch die angehende Professorin Dr. Wagenbach gerät ins Visier der Ermittlungen. Die Kommissare sind ratlos, doch die Lösung des Falls scheint diesmal im Müll zu liegen. Gastdarsteller: Peter Kurth als Rudi, Corinna Breite als Inge, Rudolf Krause als Volker, Tatjana Clasing als Frau Dr. Wagenbach |           |                                                |                                             |                    |                                           |           |            |
| 171 | 17        | Das Geisterhaus                                | 19. März 2010                               | Jörg Mielich       | Eva Zahn, Volker A. Zahn                  | 4,89 Mio. | –          |
| Axel Reinke wird von seiner Mutter als vermisst gemeldet. Die SOKO findet in seiner Wohnung Blutspuren, doch die Bewohner in seinem Mietshaus sind alles andere als auskunftsbereit. Deshalb wird Kriminalkommissaranwärter Vincent Becker undercover in das Haus als Mieter eingeschleust, doch die Stimmung ist ihm gegenüber eher feindselig. Die Ermittler stehen vor einem Rätsel, doch ein Ereignis aus der Vergangenheit lüftet eine lange gehütetes Geheimnis und soll der Lösung des Falles unmittelbar dienen. Gastdarsteller: Sandra Nedeleff als Angela Reinke, Marc Zwinz als Sascha Gronau, Roswitha Dost als Elisabeth Gronau, Jennifer Ulrich als Lisa Bauer, Helmut Rühl als Gunnar Krause, Claus Dieter Clausnitzer als Karl-Josef Fritsche, Gabi Herz als Gerda Huber |           |                                                |                                             |                    |                                           |           |            |
| 172 | 18        | Ganz nah dran                                  | 26. März 2010                               | Maris Pfeiffer     | Roland Heep, Jeanet Pfitzer               | 4,49 Mio. | 178        |
| Am Cospudener See wird die Leiche einer jungen Frau gefunden, das SOKO-Team, welches von einem Kamerateam der Sendung „Ganz nah dran“ begleitet wird, muss im Umfeld des Opfers ermitteln. Doch bei den Nachforschungen werden die Ermittler immer wieder vom Filmteam behindert. Letztendlich greifen die Reporter sogar aktiv in den Fall ein und dieser droht zu einer Katastrophe mit ungeahnten Ausmaß zu werden. Die Kommissar müssen schnell reagieren. Gastdarsteller: Stefan Rudolf als Simon Bisler, Christina Große als Inge Kolosko, André Hennicke als Horst Leitner, Natalia C. Rudziewicz als Katy Kolosko, Emma Rönnebeck als Anja Meiser, Jörg Malchow als Michael Herbolz |           |                                                |                                             |                    |                                           |           |            |